# Stenasellus nuragicus
Stenasellus nuragicus là một loài chân đều trong họ Stenasellidae. Loài này được Argano miêu tả khoa học năm 1968.